# Дани Бойл
Дани Бойл (на английски: Danny Boyle) е английски режисьор, продуцент и сценарист. Носител на награди „Оскар“, „Златен глобус“, „Еми“, „Бодил“, „Британска награда за независимо кино“, „Сателит“ и три награди БАФТА. Известни филми режисирани от него са „Плитък гроб“, „Трейнспотинг“, „Луд живот“, „Плажът“, „28 дни по-късно“, „Проектът „Sunshine“, „Беднякът милионер“ и „127 часа“.
През 2012 г. му е предложено рицарско звание, което той отказва с мотив „че иска бъде по-близо до народа“.

## Биография
Дани Бойл е роден на 20 октомври 1956 г. в Радклиф, днес част от Голям Манчестър, Англия, в семейство на ирландци от графство Голуей. Завършва английски език и драматургия в Университета „Бангор“ в Уелс.

## Кариера
Започва кариерата си като режисьор в лондонски театри. По-късно се прехвърля в киното и режисира няколко нискобюджетни филма, като още първата му творба „Плитък гроб“ („Shallow Grave“) е приета добре от публиката и набира още през първия месец по кината двойно повече средства от първоначалния бюджет от 1,5 милиона лири.
През 1997 г. заснема „Трейнспотинг“, съвместно с продуцента Ендрю Макдоналд и сценариста Джон Ходж. Филмът се превръща в един от най-популярните британски филми на 90-те и голям касов успех.
След този успех Дани Бойл снима в САЩ, но с променлив успех. Следващите му два филма не се приемат от критиката и не успяват да възвърнат първоначалните инвестиции.
През 2009 г. неговата екранизация на книгата „Q and A“ на Викас Сваруп – „Беднякът милионер“, печели 8 награди „Оскар“ и 4 награди „Златен глобус“, между които за най-добър филм и за най-добър режисьор.

## Избрана филмография
- „Плитък гроб“ (1994)
- „Трейнспотинг“ (1996)
- „Луд живот“ (1997)
- „Градът на близнаците“ (продуцент, 1997)
- „Alien Love Triangle“ (късометражен, 1999)
- „Плажът“ (2000)
- „Чисто гол с прахосмукачка в рая“ (ТВ филм, 2001)
- „28 дни по-късно“ (2002)
- „Милиони“ (2004)
- „28 седмици по-късно“ (продуцент, 2007)
- „Проектът „Sunshine“ (2007)
- „Беднякът милионер“ (2008)
- „127 часа“ (сценарист и режисьор, 2010)
- „Церемония по откриването на летните олимпийски игри в Лондон“ (режисьор, 2012)
- „Транс“ (2013)
- „Стив Джобс“ (2015)
- „Т2 Трейнспотинг“ („T2 Trainspotting“, 2017)